# 영국 영어

영어 방언 간 스펠링 차이 개요

영국 영어(英國英語, 영어: British English, BrE, BE, en-GB) 또는 연합왕국 영어(聯合王國英語, 영어: U.K. English)는 영국과 영국의 영향력이 있던 지역에서 사용되는 영어를 지칭하는 용어이다. 잉글랜드뿐만 아니라 스코틀랜드, 북아일랜드와 웨일스에서 사용되는 영어를 모두 포함한다.
영국에서 사용되는 글로서의 영어를 '영국식 영어'로 설명할 수 있긴 하지만, 말로서의 영어는 영국 내에서도 그 차이가 매우 심하다. 영어의 사투리와 억양은 스코틀랜드나 북아일랜드, 웨일스는 물론 잉글랜드 내에서도 그 차이가 심하다. 학교에서 가르치는 글로서의 영어는 일반적으로 영연방 영어에 특정 지역에서 더 널리 쓰이는 일부의 낱말 등을 강조한 것이다. Small과 같은 뜻의 낱말인 wee를 런던 사람들보다 스코틀랜드 사람들이 더 자주 사용하는 경우가 그러한 예이다.
9세기 경 런던의 기원에 따른 역사적인 이유로 인해, 런던과 중동부 지방에서 사용되던 여러 언어가 왕실의 표준 영어로 되었고, 따라서 그 형태의 언어가 법률, 정부, 문학과 교육에 사용되게 되었다. 다른 언어들처럼, 영국의 영어 역시도 시간의 흐름에 따라 변화해오고 있다.
'영국 영어'가 미국에서는 종종 미국 이외의 지역에서 사용되는 영어 철자법과 어휘를 뜻하지만, 이런 목적에는 '영연방 언어'라고 하는 것이 더 정확하다. 영국식 철자법은 새뮤얼 존슨의 유명한 《영어 사전》(1755년)에 실려 있다.
말로서의 영국 영어와 특히 글로서의 영국 영어는 아직까지도 오스트레일리아, 캐나다와 뉴질랜드 등의 많은 영연방 국가들에서 사용되는 영어에 가장 큰 문화적인 영향을 끼치고 있다. 외국어로서의 영어는 프랑스나 독일 등의 유럽 국가에서는 영국 영어를 가르치는 전통이 강하나, 라틴아메리카에서는 미국 영어를 가르치는 경향이 있다(이는 미국의 영향을 받은 정도에 기인한다.). 동아시아의 경우 옛 영국 식민지였던 홍콩, 싱가포르와 말레이시아나 그외의 , 조선민주주의인민공화국에서는 영국 영어를 가르치고 있지만, 미국의 식민지 지배를 받은 필리핀, 미군정의 역사가 있는 일본과 대한민국, 그리고 미국 문화의 영향을 받은 중화민국, 중화인민공화국, 기타 동남아 국가에서는 미국 영어를 가르치고 있다.

## 영국 영어를 쓰는 국가
'영연방 영어'를 모어나 공용어로 쓰는 국가들은 주로 영국, 아일랜드, 뉴질랜드, 오스트레일리아 등이며 공용어나 외국어로 가르치는 국가수로는 영국 영어가 훨씬 많으나 모어로 쓰는 인구로는 미국 영어가 더 많다. 캐나다의 경우, 음운적으로는 미국 영어에 가깝지만 표기법은 대개 영국 영어를 따른다. 그리고 영국 영어를 가르치는 국가는 절대다수의 아시아 국가들(일본, 중화민국, 필리핀 제외)과 유럽 국가이다.

## -ise와 -ize
organize/organise와 같은 종류의 낱말들과 그 파생 낱말들은 영국 영어에서 -ize나 -ise의 형태로 사용될 수 있다. 《옥스퍼드 영어사전》(Oxford English Dictionary, OED)은 -ize 형태를 권장한다. -ize의 형태는 때로는 'OED 철자법'이라고도 불린다. 《브리태니커 백과사전》(Encyclopædia Britannica), 국제 연합(United Nations, UN)과 많은 국제 기구 및 학술 출판에서 이런 철자법을 사용한다. 《타임스》(The Times)는 -ize 형태의 철자법을 1980년대 중반까지 사용했다. -ise 형태의 철자법은 영국 정부와 유럽 연합(European Union, EU) 및 영국의 학교 교육에서 사용된다. 일상 사용에서는 -ise의 형태가 우세하다. 팸 피터스(Pam Peters)는 전영 언어 자료(British National Corpus)에 따르면 -ise와 -ize 형태의 영국 내 사용 비율이 3:2라고 한다.

## 발음과 억양
미국식 영어의 발음은 혀가 굴러가는 소리가 있고 톤이 높은 편이고 음낮이가 심하다.
영국식 영어의 발음은 미국식 발음에 비해 딱딱 끊어지는 느낌을 받을 수 있고 악센트가 강한 편이고 톤의 높낮이가 일정하여 처음 듣는 사람들은 무뚝뚝하다고 보거나 시크하다고 보기도 한다.

### 발음의 차이 -r의 차이
미국에서는 r발음을 최대한 살리는 편인 반면, 영국에서는 r발음을 거의 하지 않아 특히 단어의 맨끝에 오는 경우는 하지 않는다.

### 발음의 차이 -t의 차이
미국에서는 t를 굉장히 부드럽게 d와 r의 사이 정도되는 발음으로 하는 반면 영국에서 t를 진짜 그대로 발음한다.

### 발음의 차이 -a의 차이
미국에서는 a를 ㅐ로 발음하는 반면 영국에서는 글자 그대로 ㅏ로 발음한다.

## 같이 보기
- 영어
- 미국 영어
- 잉글랜드 영어
- 스코틀랜드 영어
- 웨일스 영어
- 중부 얼스터 영어와 아일랜드 영어
- 국제 영어
- 영국 영어와 미국 영어의 차이